# Подеції

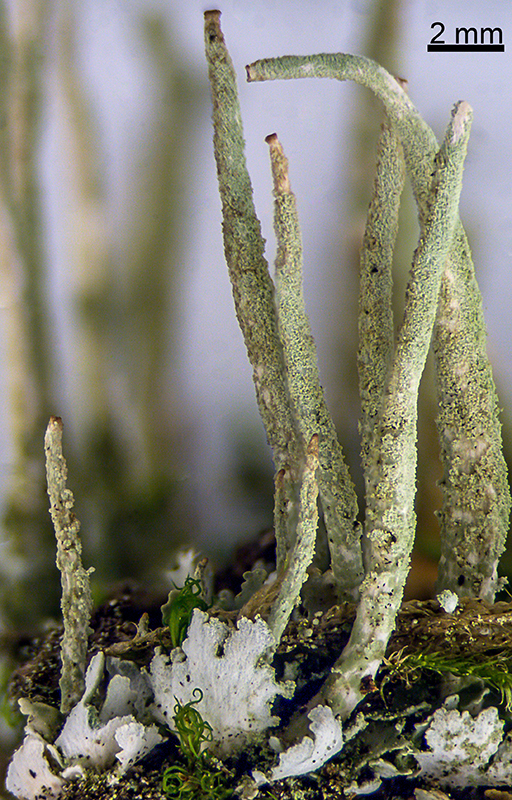
Подеції Cladonia coniocraea

Подеції — вторинний талом деяких видів лишайників. 

## Будова

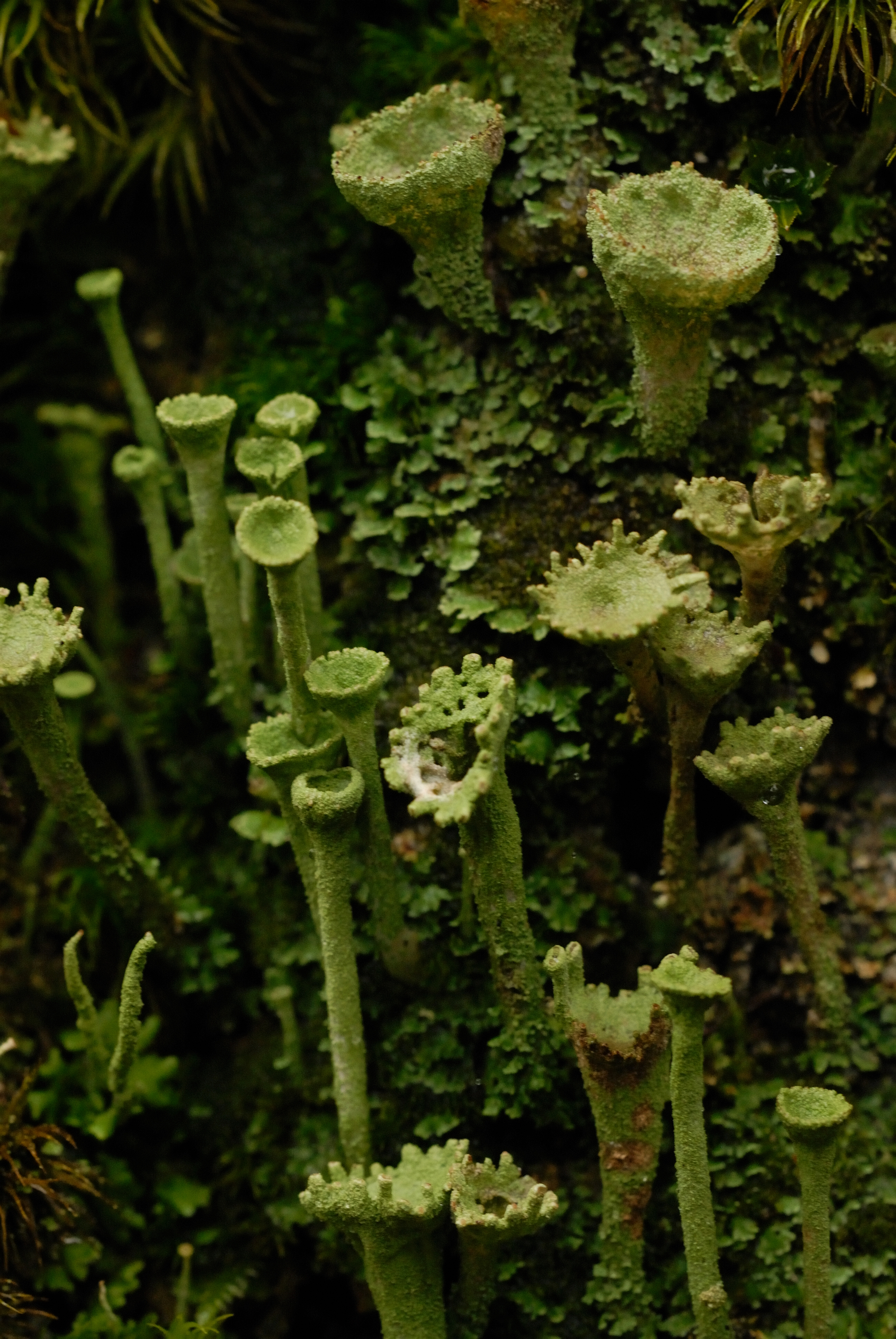
Поліферуючі сцифоподібні потеції

Для деяких видів кущових лишайників характерний первинний талом, накипний, лускатий чи листовий. На первинному таломі утворюється вторинний, власне кущоподібний, у вигляді окремих нерозгалужених чи розгалужених гілочок, що називаються подеціями. 
По формі можуть бути різноманітні: гілочкоподібні, шилоподібні, розширені у вигляді горнятка (сцифоподібні), у вигляді кущиків. Сцифоподібні подеції часто поліферують, тобто з центри сцифи чи по краях виростають нові подеції. У лишаників роду Cladonia та Stereocaulon на подеціях розвиваються лускоподібні нарости - філокладії, що схожі за будовою з лускатими утвореннями на первинному таломі.